# Kullagatan

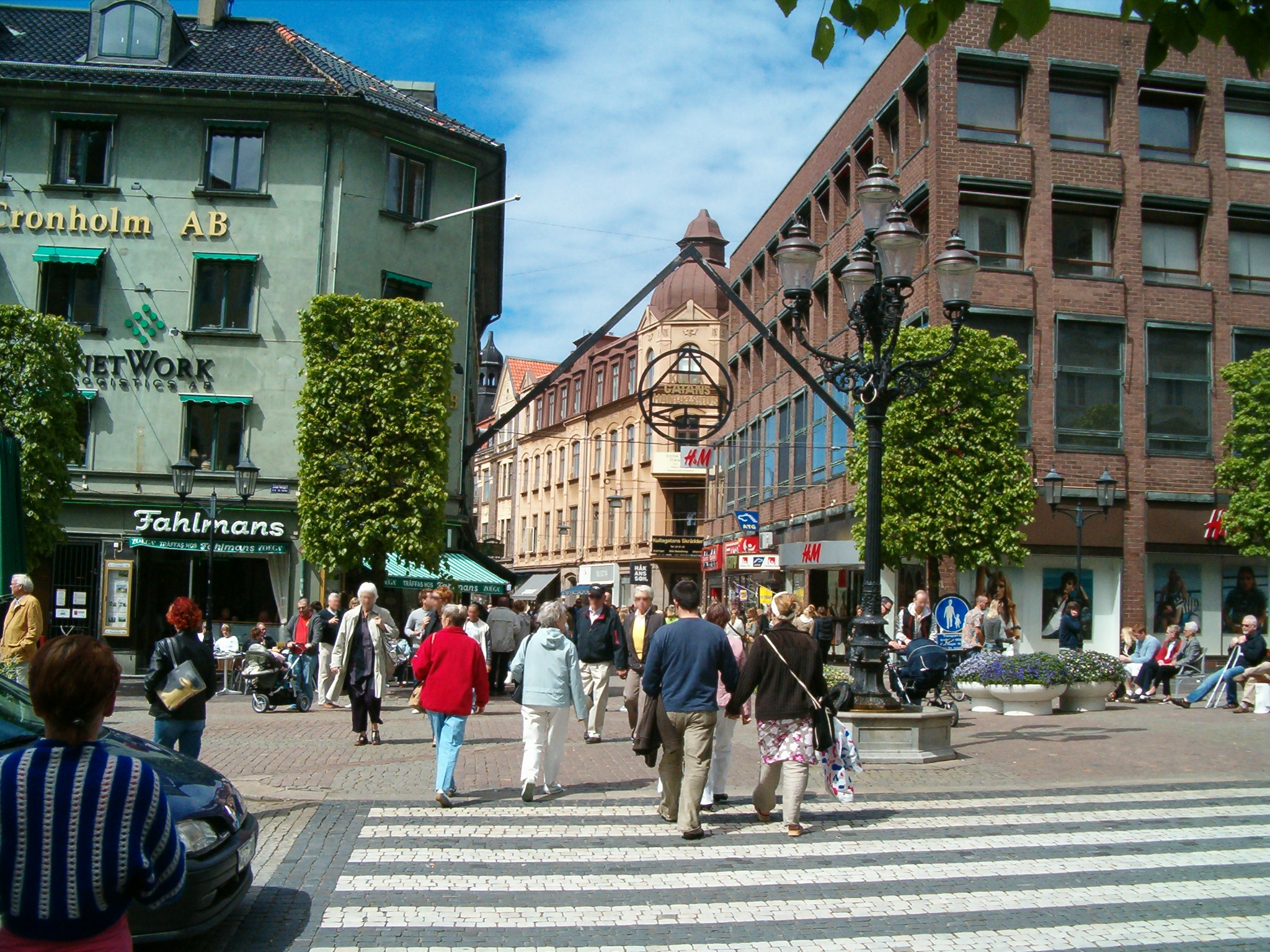
Kullagatans början vid Stortorget.

Kullagatan (alternativt Kulla gågata) är en gågata i Helsingborg där stora delar av stadens butiksliv är koncentrerat.
Gatan sträcker sig från Stortorget och norrut till S:t Jörgens plats. Den har anor långt tillbaka i tiden och har troligen fått sitt namn av att den ledde ut till Kullaporten, belägen ungefär vid nuvarande S:t Jörgens plats, som i äldre tider var stadens port åt norr och Kullabygden.
I oktober 1961 etablerades Kullagatans södra delar (mellan Stortorget och Konsul Olssons plats) som Sveriges första permanenta gågata i existerande stadsmiljö. Bakgrunden kom av att stadens gatuchef, Lennart Blomberg, under ett besök i Rotterdam hade sett den efter kriget uppbyggda gågatan Lijnbaan. Kullagatan skiljer sig från denna då den löper genom en traditionell stadsmiljö hellre än att vara nybyggd. Handlarna var först tveksamma till förändringen, men konceptet blev snabbt en succé. Senare har även de norra delarna blivit gågata.